# Ficus bambusifolia
Ficus bambusifolia är en mullbärsväxtart som beskrevs av Berthold Carl Seemann. Ficus bambusifolia ingår i släktet fikonsläktet, och familjen mullbärsväxter. Inga underarter finns listade i Catalogue of Life.